# Kokang
Kokang var en shanstat i nuvarande Shanstaten i Myanmar, grundad av en kinesisk, mingtrogen militärklan 1739. Området bebos fortfarande av en majoritet etniska kineser, och har ett visst självstyre inom sin provins i Burma. Kokang gränsar till Yunnan i Kina.

## Historia
Kokang var ett av en stor mängd småriken som utgjorde de så kallade Shanstaterna östra Burma. Efter andra världskriget fick riket högre status i den brittiska kolonialadministrationen, och härskaren kunde ta sig titeln saopha. 1969 uppgick Kokang tillsammans med övriga shanstater i unionen Burma.  Efter kommunistregimens fall 1989 gavs området åter en viss autonomi.